# Richard III. (Shakespeare)

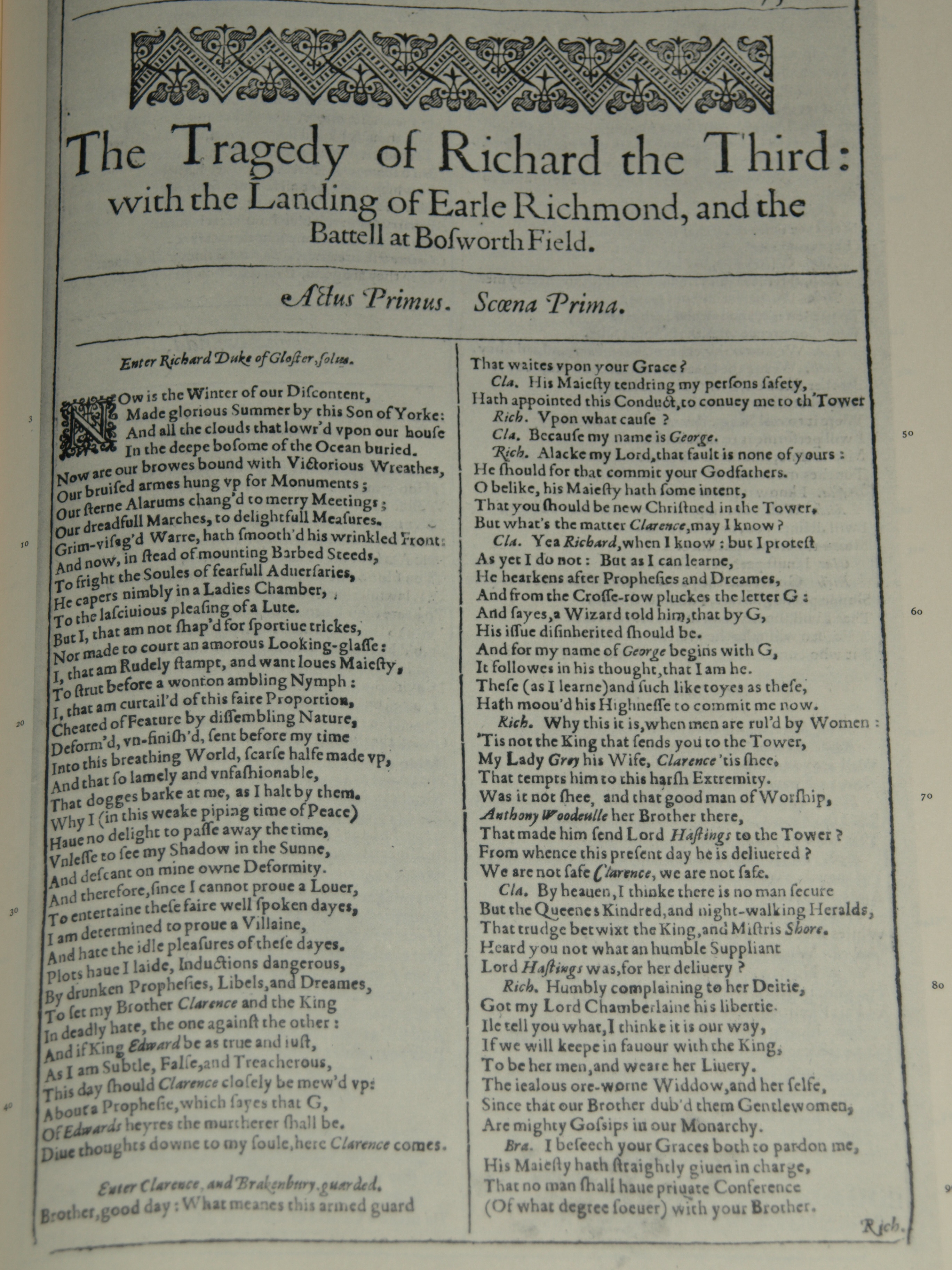
Faksimile prvního vydání z roku 1623

Richard III. je renesanční historická hra s prvky tragédie napsaná zhruba v roce 1591. Ve hře se střídají pasáže v blankversu a v próze. Autorem je William Shakespeare; do češtiny přeložili František Doucha (1855), Josef Václav Sládek (1903), František Nevrla (1960), Zdeněk Urbánek (1967), Břetislav Hodek (1972), Martin Hilský (2004) a Jiří Josek (2006). V současnosti jsou nejvíce používanými překlady poslední dva.
Hlavní postava je vytvořena dle skutečné historické postavy, Richarda III. Shakespeare ovšem postavu z politických důvodů posunul do role padoucha. Hra zdaleka není historicky přesná, už vzhledem k dobově tendenčnímu pojetí hlavní postavy, nicméně Richard III. je jedna ze Shakespearových nejpropracovanějších záporných postav.

## Postavy
| - Richard, vévoda z Glostru, později král Richard III. - Buckingham, vévoda - Alžběta, královna - Vévodkyně z Yorku - Anna, lady - Markéta, bývalá královna - Clarence, vévoda - Edward, král Edward IV. - Richmond, hrabě, později král Jindřich VII. - Stanley, lord, hrabě z Derby - Hastings, lord | - Rivers, hrabě - Grey, lord - Dorset, markýz - Brakenbury, sir Robert - Catesby, sir William - Ratcliffe, sir Richard - Tyrrel, sir James - Starosta města Londýna - York, vévoda - Princ Edward - a další |

## Děj

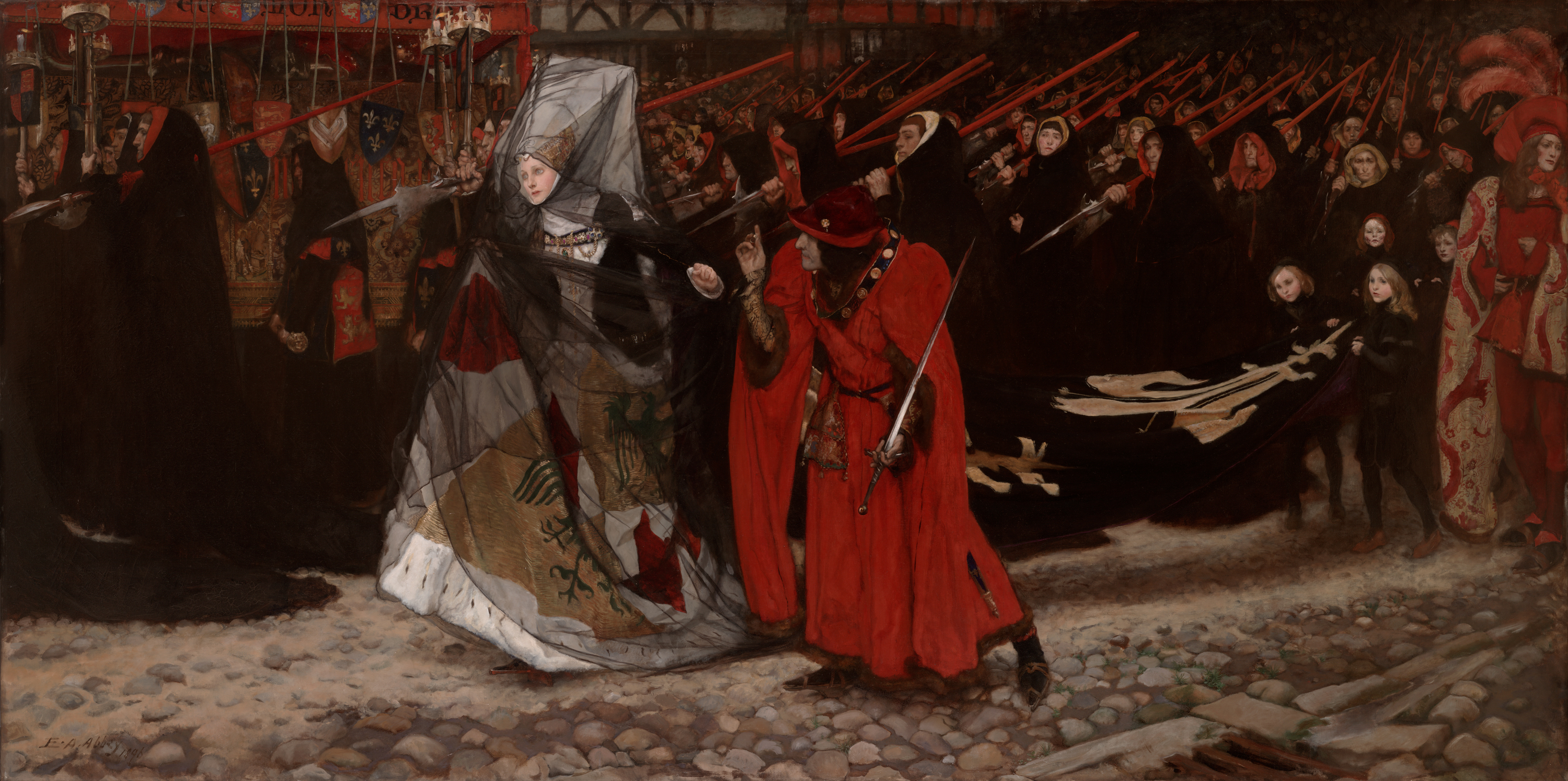
Richard III. a lady Anna

Richard, vévoda z Glostru, roznese po městě falešné věštby, které se dostanou až ke králi Edwardovi IV., jeho bratrovi, že královský rod vyvraždí královská osoba s iniciálem G. Vévoda z Clarence, je na rozkaz svého druhého bratra, krále Edwarda IV., uvězněn v Toweru, protože se jmenuje George a král se obává budoucí hrozby. V Toweru se s ním setká Richard, který mu slibuje, že ho z vězení za každou cenu dostane. Potom ale najme vrahy, aby jej zabili.
Richard potká lady Annu, která se chystá pohřbít svého manžela, kterého Richard zabil. Král Edward je nemocen a smíří příbuzné své ženy Alžběty a ostatní pány. Při této příležitosti jsou všichni shromáždění prokleti zrádnou Markétou, manželkou bývalého krále Jindřicha. Richard králi řekne, že Clarence byl zabit na jeho rozkaz, protože jej nestihl včas odvolat. Edwardovi se přitíží a zemře.
Vlády se má ujmout jeho syn princ Edward, ale protože je ještě dítě, Richard je zvolen lordem protektorem. Později zabije prince Edwarda i jeho bratra, vévodu z Yorku, aby mu už nikdo nestál v cestě k trůnu. Poté už tedy není nikdo jiný, kdo by se stal králem.
Richard se ožení s lady Annou, kterou ovšem také po nějakém čase zabije, protože se mu už nehodí. Nechá popravit i své věrné služebníky Buckinghama, Riverse, Hastingse, Graye a Vaughana. Po nějakém čase své vlády zjistí, že se proti němu zvedá povstání pod vedením Richmonda, který přijel z Francie, aby ho zabil a sám se stal králem Anglie. Richard si je jistý, že povstání porazí. Ještě předtím si sám pro sebe naplánuje svatbu s dcerou svého bratra, Alžbětou, aby ještě posílil své postavení. Vytáhne proti Richmondovi.
Večer před bitvou ho ale straší duchové těch, které zabil, a přejí mu neúspěch, zatímco Richmonda povzbuzují a přejí mu vítězství. Na bitevním poli bojuje Richard hrdinně - snaží se zabít Richmonda, ale je pod ním zastřelen kůň a tehdy volá slavnou větu "Království za koně!", aby mohl Richmonda dohnat. Nakonec jej ale Richmond zabije a stane se králem.

## Filmové adaptace
- 1955 Richard III. Anglický film. Režie: Laurence Olivier hrají: Laurence Olivier, Cedric Hardwicke, Ralph Richardson.
- 1995 Richard III. Anglicko Americký film. Velmi volná adaptace odehrávající se ve 20. století. Režie: Richard Loncraine hrají: Ian McKellen, Annette Bening, Jim Broadbent, Robert Downey mladší.

## Rozhlasové adaptace
- 1964 Richard III. rozhlasová adaptace, překlad: Zdeněk Urbánek, rozhlasová úprava a režie: Josef Červinka, dramaturgie: Jaromír Ptáček, hudba: Marek Kopele. Hrají: král Richard III. (Jiří Adamíra), král Edvard IV. (Miloš Nedbal), vévoda z Clarence (Otakar Brousek), královna Alžběta (Vlasta Chramostová), lady Anna (Jaroslava Adamová), vévodkyně z Yorku (Leopolda Dostalová), vévoda z Richmondu (Luděk Munzar), vévoda z Buckinghamu (Čestmír Řanda), lord Stanley (Josef Větrovec), lord Hastings (Jaromír Spal), hrabě Rivers (Oldřich Janovský), Catesby (Bohumil Křížek), Radcliff (Bohumil Švarc), Brakenburry (Jiří Suk), londýnský starosta (Ladislav Kulhánek), měšťan a písař (Josef Patočka), vypravěč (Josef Červinka) a další.[2]

## Divadelní adaptace
- 2023 Richard III. imerzivně-divadelní adaptace souboru Mámení působícího pod SVČ Lužánky v Brně [3]